# Галина Карпа
Галина Карпа (1 вересня 1986, Яремче) — українська письменниця.

## Життєпис
Галина Карпа народилася 1986 року в місті Яремче. У 2009 році вона закінчила японістику Інституту філології КНУ імені Тараса Шевченка. Також Галина Карпа є перекладачкою з японської та англійської мов. Живе і працює письменниця у Києві.
Галя Карпа була співзасновницею та шеф-редакторкою Арт-журналу AZH.
Перша книга «Ппппппппппппппп...» вийшла під псевдонімом Гапа Н. Карпа.
Також вона є авторкою багатьох літературних мініатюр.

## Твори
- Оповідання, часопис «Четвер», NN 21,22, 2004
- Книжка оповідань «Ппппппп»[6], «Лілея-НВ», Івано-Франківськ, 2007
- Повість «Я і третє імено», журнал «Нова Проза», Луцьк, 2007
- «Вічна весна»[7], Harper's Bazaar[8] 08/2010.

### Інтерв'ю
- Галя Карпа: «Я маю щастя бути тут і зараз»